# Stir (1997)
Stir is een Amerikaanse thriller uit 1997 onder regie van Rodion Nakhapetov, met in de hoofdrollen Tony Todd en Traci Lords.

## Verhaal
Joseph Bekins is een biochemicus die aan een AIDS-vaccin werkt. Nadat hij vermoord wordt, gaan zijn weduwe Kelly en zijn 6-jarig zoontje Matt op zoek naar antwoorden. Tijdens hun zoektocht begint Matt psychische visioenen en flashbacks naar de herinneringen van anderen te krijgen.

## Rolverdeling
| Acteur             | Personage             |
| ------------------ | --------------------- |
| Traci Lords        | Kelly Bekins          |
| Andrew Heckler     | Michael Norvic        |
| Daniel Roebuck     | Joseph Bekins         |
| Seth Adkins        | Matt Bekins           |
| Tony Todd          | Bubba                 |
| Karen Black        | Dr. Gabrielle Kessler |
| Reno Wilson        | Wendell               |
| Michael J. Pollard | hotelmanager          |
| Rodion Nakhapetov  | zakenman              |

## Release en ontvangst
Stir ging op 25 juli 1997 in première  op het Internationaal filmfestival van Moskou.
De film kreeg negatieve recensies. Variety noemde het "een onaangename film". Een andere recensent noemde de film "The Sixth Sense voor idioten".